# Cirano di Bergerac (film 1922)
Cirano de Bergerac è un film del 1923 diretto da Augusto Genina
Il soggetto del film è la trascrizione cinematografica del personaggio di Cyrano de Bergerac prodotto dall'Uci in un periodo di grande crisi dei finanziamenti della Banca di sconto. «L'industrie cinematografiche, alle quali la Banca di sconto partecipava ampiamente, dovranno essere messe da parte» dichiarava alla camera dei deputati il deputato Pietro Bellotti nel dicembre del 1921.

## Trama
La storia, ambientata a Parigi nel 1640, è incentrata sul personaggio di Cyrano de Bergerac, poeta e capopopolo il cui carisma incanta donne e uomini, e la cui spada intimorisce e spegne ogni gesto offensivo o provocatorio nei suoi riguardi. Il tutto sotto il segno dell’allegria, della spavalderia, al motto Alla fine della licenza io tocco. Il grande amore per Rossana è assolutamente puro e viene espresso con la teatralità e la poesia.  Rossana è innamorata del giovane cadetto Cristiano, la cui bellezza non corrisponde però alla sua capacità espressiva, praticamente inesistente. Quindi Roxana è innamorata dell’anima poetica di Cyrano e contemporaneamente della bellezza fisica di Cristiano credendo che tutte le qualità appartengano a quest’ultimo, l’oggetto del suo amore. Cristiano a sua volta capisce che Rossana ama la parte che è di Cyrano,  il sentimento fonte delle poesie ,  e,  senza rancore e con un altruismo verso il rivale in amore, affinché Cyrano possa realizzare il suo sogno d’amore, si lascia morire in battaglia durante uno degli attacchi degli spagnoli nel conflitto con la Francia allora in corso . Cyrano è sconvolto dal sacrificio del giovane e cela il segreto alla ragazza fino a quando, in punto di morte, le rivelerà il suo grande.

## Accoglienza
Non documentato tra i centocinquanta film di Genina di cui parla Georges Sadoul  nel 1965, realizzati in quaranta anni di attività,  il Cyrano di Bergerac dello stesso regista italiano non è parimenti presente nell’Enciclopedia del cinema Mondadori del 1978 di Alfonso Canzian. Ne parla in modo relativamente diffuso inquadrandolo nel pertinente periodo storico Gian Piero Brunetta nella sua  Storia del cinema italiano, riportando tra l’altro un passo di un articolo del 9 giugno 1925 apparso su Il giornale d'Italia: «Il cinematografo italiano è in fin di vita…  E si vive sperando in una rinascita, lottando contro la tentazione di andare all’estero … ormai è questione di sei mesi, un anno al massimo, e se nessuno avrà preso l’iniziativa di un provvedimento, l’Italia non avrà più industria cinematografica».
Il film è reperibile in rete